# Transports en Norvège

Principaux aéroports de Norvège

Les transports en Norvège sont fortement influencés par la faible densité de population, la forme allongée du pays, et sa longueur de côte maritime.

## Transport routier

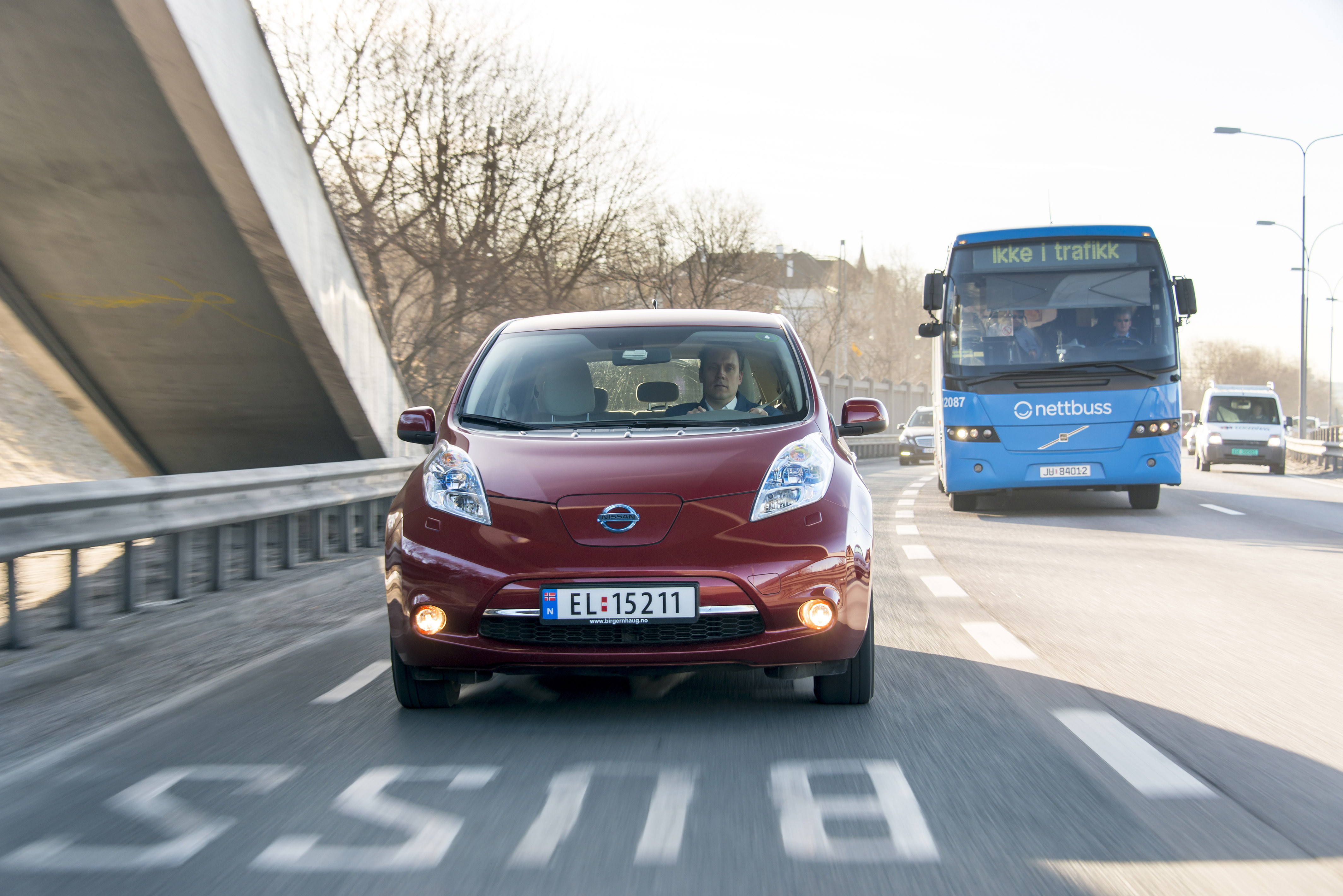
Voiture électrique dans un couloir de bus en Norvège.

La Norvège dispose d'un réseau routier de 93 870 km. Un certain nombre de routes sont classées routes nationales touristiques de Norvège.
Il existe quatre catégories de routes: nationales, régionales, municipales, et privées. Les plus importantes font partie du schéma routier européen, en particulier la route E6 qui parcourt le pays du nord au sud, alors que la Route européenne 39 relie Trondheim à Ålborg sur la côte ouest du pays.
En 2019, il y avait 2,8 millions d'automobiles particulières en Norvège, dont 261 000 électriques et 116 000 hybrides rechargeables. Le taux d'équipement était de 515 pour 1 000 habitants. En comparaison, il y avait 2,66 millions de voitures, dont 97 000 électriques et un taux d'équipement de 506 pour 1 000 habitants en 2016. 
En 2019, 251 millions de tonnes de marchandises ont été transportées par la route en Norvège, cabotage inclus. Il s'agit d'une baisse de 10 % par rapport à 2010 où les camions ont transporté 264 millions de tonnes de marchandises. En termes de tonnes-kilomètres, la croissance sur cette période est en revanche de 18 %, pour s'établir à 20 526 millions de tonnes-kilomètres.
Du fait de sa politique fiscale, la Norvège a l'un des taux les plus élevés d'électrification de son parc automobile, et Oslo est reconnue comme la capitale des véhicules électriques, avec une politique fiscale incitative,.

## Transport maritime

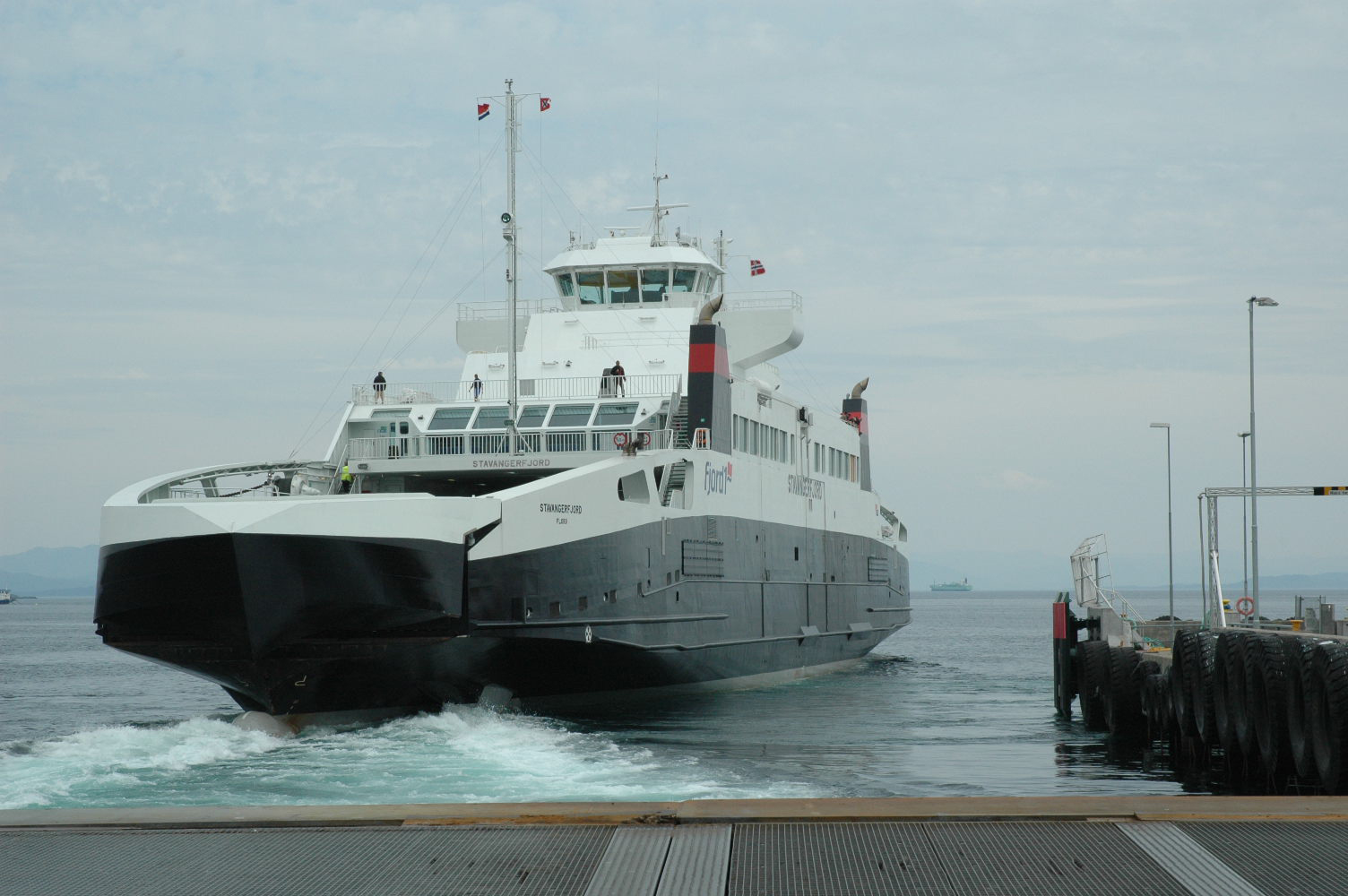
Ferry MS Stavangerfjord

Les principaux ports maritimes sont Bergen, Haugesund, Måløy, Mongstad et Narvik.
La marine marchande norvégienne était la 4e au monde, et représente 6,7% de la flotte mondiale en 1940, elle est la 5e mondiale en 2007 (une grande partie étant liée aux pavillons de complaisance).
Les ferries sont des moyens de liaison essentiels dans les fjords et pour accéder aux nombreuses îles côtières pour lesquelles il n'y a pas de liaison fixe. Certaines îles sont reliées par Bateau-bus. Les transports en bateau ont concerné près de 8 millions de passagers en 2007.
Le service régulier Hurtigruten circule le long de la côte de Bergen à Kirkenes, transportant passagers et marchandises.

## Transport ferroviaire

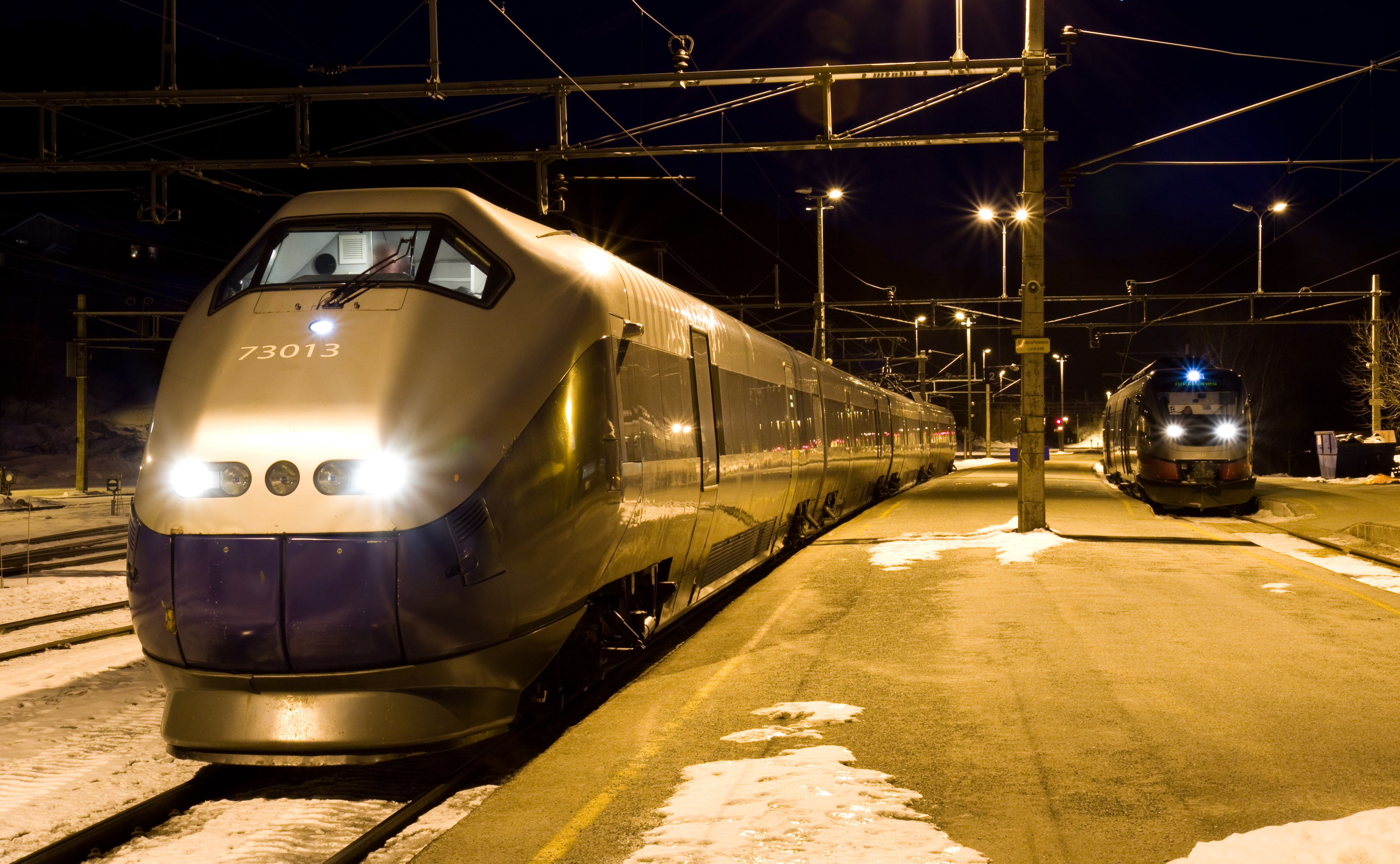
Train NSB Class 73

Le réseau ferroviaire de la Norvège fait 4 250 km, dont 2 518 km sont électrifiés.

## Transport aérien
Il existe 95 aéroports en Norvège en 2013, dont 67 avec des pistes en dur. Le principal aéroport est l'aéroport d'Oslo-Gardermoen.
Les principales compagnies aériennes sont Norwegian et Wideroe, ainsi que Scandinavian Airlines System.